# Jeff Reine-Adélaïde
Jeff Reine-Adélaïde, född 17 januari 1998 i Champigny-sur-Marne, är en fransk fotbollsspelare som spelar som offensiv mittfältare för Salernitana. Han har tidigare spelat för flera av de franska ungdomslandslagen.

## Karriär
Den 31 januari 2018 lånades Reine-Adélaïde ut till franska Angers för resten av säsongen 2017/2018. I juli 2018 värvades Reine-Adélaïde av Angers, där han skrev på ett fyraårskontrakt.
Den 14 augusti 2019 värvades Reine-Adélaïde av Lyon, där han skrev på ett femårskontrakt. Den 5 oktober 2020 lånades Reine-Adélaïde ut till Nice på ett låneavtal över säsongen 2020/2021. Den 30 januari 2023 lånades han ut till Troyes på ett låneavtal över resten av säsongen.
Den 6 september 2023 värvades Reine-Adélaïde av den nyuppflyttade Jupiler Pro League-klubben RWD Molenbeek, där han skrev på ett ettårskontrakt med option på ytterligare ett år. Den 20 augusti 2024 värvades Reine-Adélaïde av Serie B-klubben Salernitana, där han skrev på ett tvåårskontrakt.